# María del Rosario Espinoza
María del Rosario Espinoza, född 27 november 1987 i La Brecha, Sinaloa, Mexiko, är en mexikansk taekwondoutövare. Hon har vunnit tre olympiska medaljer.
2007 vann hon en guldmedalj i panamerikanska spelen i Rio de Janeiro och en guldmedalj i VM i taekwondo i Peking. 2008 vann hon en guldmedalj i de olympiska sommarspelen 2008 i Peking. När Espinoza deltog i +67 kg-klassen i OS 2008, besegrade hon först tunisiskan Khaoula Ben Hamza med 4-0. Sedan besegrade hon svenskan Karolina Kedzierska med 4-2. I semifinalerna kvalificerade hon sig till finalen, men förlorade där mot den brittiska taekwondoutövaren Sarah Stevenson som vann med 4-1, men hon vann sedan guldmedaljmatchen över norskan Nina Solheim och då vann hon Mexikos andra guldmedalj i de olympiska spelen.
Vid olympiska sommarspelen 2012 i London tog hon en bronsmedalj i +67 kilosklassen efter att ha förlorat semifinalen mot Milica Mandić med 4-6, och sedan vunnit bronsmatchen mot Glehnis Hernandez Horta med 4-2. Hon vann en silvermedalj i samma viktklass vid olympiska sommarspelen 2016 i Rio de Janeiro.